# Jon Flanagan
Jonathon 'Jon' Patrick Flanagan (Liverpool, 1 januari 1993) is een Engels voetballer die doorgaans als rechtsback speelt. Hij verruilde Rangers FC in november 2020 voor RSC Charleroi. Flanagan debuteerde in 2014 in het Engels voetbalelftal.

## Clubcarrière
Flanagan werd in 2004 opgenomen in de jeugdopleiding van Liverpool. Hij debuteerde op 11 april 2011 vervolgens in het eerste team daarvan tijdens een competitieduel thuis tegen Manchester City, dat Liverpool met 3-0 won. Flanagan speelde tot en met het seizoen 2015/16 veertig wedstrijden voor Liverpool in de Premier League. Ook debuteerde hij namens de club in de Europa League. Liverpool verhuurde hem in augustus 2016 voor een jaar aan Burnley, dat in het voorgaande seizoen promoveerde naar de Premier League.

## Clubstatistieken
| Seizoen | Club               | Land               | Competitie           | Competitie | Competitie | Beker | Beker | Internationaal | Internationaal | Totaal | Totaal |
| Seizoen | Club               | Land               | Competitie           | Wed.       | Dlp.       | Wed.  | Dlp.  | Wed.           | Dlp.           | Wed.   | Dlp.   |
| ------- | ------------------ | ------------------ | -------------------- | ---------- | ---------- | ----- | ----- | -------------- | -------------- | ------ | ------ |
| 2010/11 | Liverpool FC       | Vlag van Engeland  | Premier League       | 7          | 0          | 0     | 0     | 0              | 0              | 7      | 0      |
| 2011/12 | Liverpool FC       | Vlag van Engeland  | Premier League       | 5          | 0          | 3     | 0     | —              | —              | 8      | 0      |
| 2012/13 | Liverpool FC       | Vlag van Engeland  | Premier League       | 0          | 0          | 1     | 0     | 1              | 0              | 2      | 0      |
| 2013/14 | Liverpool FC       | Vlag van Engeland  | Premier League       | 23         | 1          | 2     | 0     | —              | —              | 25     | 1      |
| 2014/15 | Liverpool FC       | Vlag van Engeland  | Premier League       | 0          | 0          | 0     | 0     | 0              | 0              | 0      | 0      |
| 2015/16 | Liverpool FC       | Vlag van Engeland  | Premier League       | 5          | 0          | 3     | 0     | 0              | 0              | 8      | 0      |
| 2016/17 | → Burnley FC       | Vlag van Engeland  | Premier League       | 6          | 0          | 4     | 0     | —              | —              | 10     | 0      |
| 2017/18 | Liverpool FC       | Vlag van Engeland  | Premier League       | 0          | 0          | 1     | 0     | 0              | 0              | 1      | 0      |
| 2017/18 | → Bolton Wanderers | Vlag van Engeland  | Championship         | 9          | 0          | 0     | 0     | —              | —              | 9      | 0      |
| 2018/19 | Rangers FC         | Vlag van Schotland | Scottish Premiership | 12         | 0          | 3     | 0     | 11             | 0              | 26     | 0      |
| Totaal  | Totaal             | Totaal             | Totaal               | 67         | 1          | 17    | 0     | 12             | 0              | 96     | 1      |

## Interlandcarrière
Flanagan speelde in 2011 één wedstrijd voor Engeland –19. Datzelfde jaar debuteerde hij in Engeland –21. In 2013 kwam hij ook twee keer uit voor Engeland –20 om er het Wereldkampioenschap voetbal onder 20 mee te spelen. Flanagan debuteerde onder leiding van bondscoach Roy Hodgson op woensdag 4 juni 2014 in het Engels voetbalelftal, in een oefeninterland tegen Ecuador (2-2) in Miami Gardens. Hij viel in dat duel na 63 minuten in voor Alex Oxlade-Chamberlain.

## Erelijst
| League Cup | 1x | 2011/12 |

## Trivia
- Flanagan is een neef van profvoetballer Bradley Orr.
- Flanagan werd gearresteerd nadat hij op 22 december 2017 zijn vriendin Rachael Wall had mishandeld in het stadscentrum van Liverpool. Nadat hij schuld bekende, werd hij in januari 2018 veroordeeld tot een taakstraf van veertig uur.[1]